# Élisabeth-Marie-Charlotte de Palatinat-Simmern
Élisabeth-Marie-Charlotte de Palatinat-Simmern (* 23 octobre 1638 à Sedan; † 22 mai 1664 à Brieg) est une comtesse de Palatinat-Simmern et par son mariage duchesse de Brieg.

## Biographie
Élisabeth-Marie-Charlotte est une fille du Comte palatin Louis-Philippe de Palatinat-Simmern (1602-1655) de son mariage avec Marie Éléonore (1607-1675), fille de l'électeur Joachim III Frédéric de Brandebourg. La princesse est née à Sedan, où ses parents se sont réfugiés après la défaite suédoise de Nördlingen.
Elle épouse le 22 octobre 1660 à Brieg, le duc Georges III de Brzeg (1611-1664), dont elle est la seconde épouse. Le mariage est voulu par le prince électeur Frédéric-Guillaume Ier de Brandebourg et célébré avec splendeur. A l'occasion du mariage a été donné Le Fantôme amoureux et Les amoureuses Dornrose du poète Andreas Gryphius). 
Deux ans après le mariage, elle tombe malade en 1662 avec une toux qui se renforce en 1663. Elle est décédée le 22 mai 1664, de la tuberculose sans avoir eu d'enfants. Élisabeth-Marie-Charlotte est enterrée dans l'église du château de Brieg).

## Sources
- Carl Friedrich Schönwälder: La Course au Fais, ou Histoire de la Ville et du Fürstenthums Brieg, Tome 3. Maison d'édition Adolf Bandes, Brieg 1856, P. 198 et suiv.